# Tomarinskij rajon
Il Tomarinskij rajon (in russo Томаринский городской округ?) è un rajon dell'Oblast' di Sachalin, nell'Estremo oriente russo. Istituito il 5 luglio 1946, ha come capoluogo Tomari, ricopre una superficie di 3.169,3 km2 ed ospitava nel 2010 una popolazione di circa 10.000 abitanti.